# PCD Live from London
Pussycat Dolls Live from London is een concert dvd van de Pussycat Dolls (afkorting PCD) van hun concert in Londen in 2006; de dvd bevat het concert, interviews, clips en extra's. De regisseurs van de dvd zijn Chris Applebaum en Benny Boom. De dvd bevat ook een nieuw liedje: "Show me What you got" voorheen STOMP geheten dat is geschreven door Jamal Jones en leadzangeres Nicole Scherzinger.

## Inhoud van de dvd

### De liveshow
1. "Buttons"
2. "Beep"
3. "I don't need a man"
4. "Feeling good"
5. "Stickwitu"
6. "Show me what you got (interlude)"
7. "Wait a minute"
8. "Don't cha"

### Meet the dolls
1. Nicole
2. Carmit
3. Melody
4. Jessica
5. Ashley
6. Kimberly

### Video's en achter de schermen
1. "Don't Cha" featuring Busta Rhymes - Closed Captioned
2. "Beep" featuring Will.I.Am - Closed Captioned
3. "Stickwitu" - Revised Version, Closed Captioned
4. "Buttons" featuring Snoop Dogg - Revised - Closed Captioned
5. "I Don't Need A Man" - Closed Captioned
6. "Wait A Minute" featuring Timbaland - Closed Captioned
7. "Beep" - Behind The Scenes
8. "Buttons" - Behind The Scenes

### Extra's
1. The Rise of The Dolls
2. PCD - The Music
3. "Don't Cha" - Karaoke versie
4. Dress Like A Doll